# Tamworth
 For alternative betydninger, se Tamworth (flertydig). (Se også artikler, som begynder med Tamworth)
Tamworth er en by i Tamworth-distriktet, Staffordshire, England, med et indbyggertal (pr. 2015) på 74.272. Distriktet har et befolkningstal på 76.955 (pr. 2015). Byen ligger 166 km fra London. Den nævnes i Domesday Book fra 1086, hvor den kaldes Tamuuorde.
I byen ligger Tamworth Castle som stammer fra 1080'erne.